# 大決戰！超鹹蛋超人8兄弟
《大決戰！超鹹蛋超人8兄弟》，是日本特攝節目《超人力霸王系列》於2008年9月13日上映的劇場版作品。
該片截至2008年10月23日，票房收入為8億4000万日元（8,000,000美元），成為超人力霸王系列歷史上商業上最成功的電影。直至2022年由《新·超人力霸王》超越。
電影標語是「我會保護世界」。

## 概要

### 特色
本作企劃是相應上一部電影《梦比优斯奥特曼&奥特兄弟》的成功而推動，在方向則進一步描繪了結合了昭和時期的超人力霸王與平成時期的超人力霸王串成的故事。並採取將20世紀末期播映的「平成三部曲系列」和昭和時期播映的「光之國系列」作為兼容，而創立的全新平行世界觀作為發想，以此而達到不同系列的主要演員一同共演的效果。
此外，該作品也作為橫濱市開港150週年和設市120週年紀念作品而製作，因此橫濱市也隨之成了故事的舞台，劇組則和橫濱當局進行了充分合作，在獲得攝影許可後也在橫濱中華街和山下公園作為取景點。

### 選角
關於「迪卡」這個角色被選訂作為本部電影主角的理由，製片人鈴木清志表示：「《迪卡》是一部留下了很多傳奇和回憶的作品。因此我們的目標希望能讓這部電影作為超人力霸王系列的最巔峰之作。」因此曾在《迪卡》飾演主角的長野博，則在2000年電影《最终圣战》後八年再度回歸飾演迪卡的人間體·圓大梧。此外，登場在其他劇集的主角們也全都由原班人馬飾演。此外本作也是「平成三部曲系列」的主角群首度同台登場。
本部作品的世界觀類似於《超時空之大決戰》的概念，是採用於超人力霸王從不存在「現實世界」為架構的平行宇宙作為背景，但這其中曾在昭和作品和平成三部曲登場的角色，則是以普通人形式生活。因此在其他劇集登場的女主角們、防衛軍的演員則在本作中作為客串演出。
其中曾在《迪卡》飾演女主角柳瀨麗奈的吉本多香美，在本部作品中則被設定為早田進的女兒早田麗奈演出，在《蓋亞》登場的主演高野八誠、石田裕加里也以夫妻名義參與了演出。
作為本劇中唯一以平行世界人間體出現的角色，也是《梅比斯》的主角日比野未来演員的五十嵐隼士 ，在本作世界的時間序列中，是在上一部作品《梦比优斯奥特曼&奥特兄弟》和TV版第29話之間時機時穿越時空而登場。

### 企劃
由於先前的作品《梦比优斯奥特曼&奥特兄弟》具有良好的評價，因此本作最初在確定方向之前，計劃以《超人力霸王梅比斯&超人兄弟2》為標題，而超人力霸王太郎則是該部企劃中主要角色。在長谷川圭一所寫的情節中，除了太郎、梅比斯和出現超人四兄弟之外。超人之父、超人之母、超人力霸王雷歐、阿斯特拉、超人力霸王80、超人力霸王希卡利等「M78星雲光之國」世界觀的英雄角色將會登場。
至於人類方面，除了再度邀請《梅比斯》登場的GUYS成員登場外，過去曾出場於昭和影集小孩角色的《超人力霸王》的星野勇、《歸來的超人力霸王》的坂田次郎、《超人力霸王衛司》梅津彈、《超人力霸王太郎》的白鳥健一，將於成年人的模樣再次登場，而出場的怪獸設計也已初步完成設計，但由於最終該企劃因和前作路線太過重複，最終再經歷協商後則被拒絕，因而棄案。
後來，在萬代擬由將《超人力霸王迪卡》出場的長野博演出後，這項計劃才在2007年4月重新啟動，在製片人鈴木清義的原始計劃中，只有迪卡和5個超人戰士（超人、七號、傑克、衛司、梅比斯）出現，但在長谷川的提議下則加入了帝納和蓋亞，
在最初的情節中，故事是關於一名希波利特星人科學家和他的女兒躲在地球上，進而造成時空扭曲的故事，但最終卻圍繞著一個穿著紅鞋的女孩和影法师之間的衝突展開，改為一個較為簡單的劇情故事。
本作的導演工作，最初是由前作的導演小中和哉執導，但因為日程安排很不方便，最終則交由曾負責《超人七號X》的八木毅執導，本作於2007年10月開拍，特攝部分則由同年12月拍成。

## 故事大綱
過去在神奈川縣的橫濱市，由於電視節目《超人力霸王》的播出，大梧、飛鳥及我夢三人許下了長大以後要到光之國M78星雲尋找超人力霸王的夢想，而三人遇上了一位穿紅鞋的神秘少女，大梧也跟那位神秘女孩做了個約定。
轉眼間時間已過去了25年，此刻大梧成了市公所的職員。飛鳥則是NPB橫濱DeNA灣星主場橫濱球場的球僮；而我夢於大學畢業後放棄了成為科學家的夢想，在日本丸擔任導覽人員。
某日橫濱港上空出現了奇怪的海市蜃樓，此時大梧發現自己居然身陷在其中，他看到了怪獸正在破壞城市，而同時有七個神秘的超人力霸王戰士出現在他的眼前...

## 登場角色

### 超人力霸王的人間體
| 角色             | 演員                          | 配音                                                | 介紹 |
| 圓大梧 （ ）     | 長野博 小川光樹（少年時代）   | 蘇裕邦（香港） 陳彥鈞 （台灣） 林美秀（少年、台灣） | 本作主角，超人力霸王迪卡的人間體，在這個世界並不具有防衛隊員的身分，僅是在橫濱市公所旅遊局任職的普通上班族。 個性聰明開朗，小時候因為看了《超人力霸王》的影集，而和玩伴飛鳥、我夢發誓要到M78星雲尋找超人力霸王，立下要成為太空人，本身將快要成為大空人的資格，卻為了不希望離開女友麗奈，而繼續留在橫濱。 一日，橫濱上空突然出現一個來至另一個橫濱的海市蜃樓，但不久後又消失，從那日以後，偶爾有另一世界的超人力霸王片段在大梧的腦海中出現。並被一位不明的白衣紅鞋女孩提醒，結識了來自另一個宇宙的日比野未来。 在最後的戰役時意外與另一世界的自己的記憶同步，獲得了神光棒，變成為迪卡與其他七位戰士一同戰鬥。 在結局實現了成為宇航員的夢想，並與麗奈結婚育有一女。最後他們一家與飛鳥及我夢等人搭乘日本丸太空艦，一同展開探索M78星雲的宇宙之旅。 |
| 日比野未来 （ ） | 五十嵐隼士                    | 曹啟謙（香港TVB） 李景唐（台灣）                    | 超人力霸王梅比斯的人間體，是本片中第一個出現的超人力霸王。 起初受一位白衣紅鞋女孩引領，得知在一個沒有超人力霸王的平行宇宙中將會有外星怪獸侵略，需要超人力霸王的力量去保護，因此便在白衣紅鞋女孩的力量下穿越來到世界。因為最初與怪獸對決不知道該怪獸的弱點，所以打得非常辛苦，直到大梧的提醒才掌握訣竅消滅怪獸。 在換為人間體後，在大梧的陪伴下去拜訪昭和超人的人間體，但在這個世界中他們都不是超人力霸王，亦不存在變身成超人力霸王的記憶而感到沮喪，後與大梧談話才重拾了戰鬥的勇氣。但在不久之後被希波利特星打敗而變成了銅像。 最後靠著其他七位戰士的解救再度加入戰局，並一起將影法師集合體給消滅後向大梧告別，返回了自己的宇宙。 |
| 飛鳥真 （ ）     | 鶴野剛士 平澤慧洸（少年時代） | 蔣鐵城 （台灣）                                     | 大梧的摯友，超人力霸王帝納的人間體，在這個世界中並不具防衛隊員的身分，而是擔任橫濱DeNA海灣之星的球僮。 是位心地善良且豪邁的男子，對任何事抱持著都積極挑戰的姿態，小時的夢想是想成為職棒球員，當大梧分享他夢見超人力霸王的事後，飛鳥亦偶有另一世界超人力霸王的片段在腦海中出現。 在最終戰役時，當看到大梧變身成迪卡獨力對戰怪獸時，記憶與另一世界的自己同步，獲得了閃光劍並變身為帝納與其他七位戰士一同戰鬥。 在結局中，他重拾成為職棒球員的身份，並帶領球隊取得了勝利。最後與眾人搭乘日本丸太空艦，展開探索M78星雲的宇宙之旅。 |
| 高山我夢 （ ）   | 吉岡毅志 荒木博斗（少年時代） | 林士程 （台灣） 劉如蘋（少年、台灣）                | 大梧的摯友，超人力霸王蓋亞的人間體，在這個世界中並不具防衛隊員的身分，目前在橫濱的日本丸紀念公園擔任導覽人員。 是位性格溫順，有敢挺身而出的男子，小時的夢想是想成為科學家，然而由於頭銜的沉重負擔而離開了學術界，當與大梧分享夢見超人力霸王的事後，我夢亦偶有另一世界超人力霸王的片段在腦海中出現，也是第一位提出多重宇宙論科學地解釋平行世界的人。 在最終戰役時，當看到大梧變成迪卡獨力對戰怪獸時，記憶與另一世界的自己同步，獲得了藍寶錐並變身為蓋亞與其他七位戰士一同戰鬥。 在結局中，重拾成為科學家的身份，並與藤宮成功開發出配備反重力推進系統的航天器，最後與眾人搭乘日本丸太空艦，展開探索M78星雲的宇宙之旅。 |
| 早田進 （ ）     | 黑部进                        | 李景唐 （台灣）                                     | 大梧的熟人，超人力霸王的人間體，在這個世界與明子經營一間自行車行。提供給大梧上下班的自行車。 性格開懷，相當關切大梧和女兒麗奈的戀情，由於在這個世界中因為不是超人力霸王，亦不存在變身成超人力霸王的記憶，被未來叫作｢早田大哥｣。 在最終戰役時，另一個世界的記憶在身上甦醒，並變成超人力霸王以洗禮光線解救變成銅像的梅比斯，最終與七位戰士將怪獸集合體給擊倒。 在結局中，最後與明子駕駛著科學特捜隊的戰機，與眾人展開探索M78星雲的宇宙之旅。 |
| 諸星彈 （ ）     | 森次晃嗣                      | 蔣鐵城 （台灣）                                     | 大梧的熟人，超人七號的人間體，在這個世界與妻子安娜經營一間夏威夷風格餐廳。提供給大悟午餐。 經常邀請朋友們來到餐廳聚餐，在這個世界中因為不是超人力霸王，亦不存在變身成超人七號的記憶。被未來叫作｢七號哥哥｣。 在最終戰役時，另一個世界的記憶在身上甦醒，並變成超人七號以洗禮光線解救變成銅像的梅比斯最終與七位戰士將怪獸集合體給擊倒。 在結局中，最後與安娜駕駛著超級警備隊的戰機，與眾人展開探索M78星雲的宇宙之旅。 |
| 鄉秀树 （ ）     | 团时朗                        | 陳彥鈞 （台灣）                                     | 大梧的熟人， 超人力霸王傑克的人間體，在這個世界中與妻子秋子開了一間機械修理工作坊，經常幫其他人維修機器，也提供機械材料給我夢。 是一位相當有正義感的勇敢男子，未來叫作｢傑克哥哥｣或是｢歸來哥哥｣，同時也非常關切自己的家庭，當秋子遭遇意外時因無法及時救援曾一度感到自責。 在最終戰役時，另一個世界的記憶在身上甦醒，並變成超人力霸王傑克以洗禮光線解救變成銅像的梅比斯，最終與七位戰士將怪獸集合體給擊倒。 在結局中，最後與秋子駕駛著怪獸特別攻擊隊的戰機，與眾人展開探索M78星雲的宇宙之旅。 |
| 北斗星司 （ ）   | 高峰圭二                      | 林士程 （台灣）                                     | 大梧的熟人，超人力霸王衛司的人間體，在這個世界中與妻子夕子開了一間麵包店。大梧是通常在通勤時到訪麵包店的常客。 是個有時略不耐煩，但是有著熱心的男子，被日比野未來叫作｢衛司哥哥｣。比如曾跳上駕駛座阻止闖入險些撞到兒童們的失控卡車。 在最終戰役時，另另一個世界的記憶在身上甦醒，並變成超人力霸王衛司以洗禮光線解救變成銅像的梅比斯，最終與七位戰士將怪獸集合體給擊倒。 在結局中，最後與夕子駕駛著超獸攻擊隊的戰機，與眾人展開探索M78星雲的宇宙之旅。 |

### 超人戰士的相關者
| 角色             | 演員            | 配音            | 介紹 |
| 早田麗奈 （ ）   | 吉本多香美      | 林美秀 （台灣） | 本作女主角，早田進的女兒，在這個世界中並不具防衛隊員的身分，而是在橫濱FM放送電視台擔任記者。 擁有相當自豪的活躍性格，是大梧將要論及婚嫁的女朋友，經常關心大梧的生活起居。曾因大梧因爲顧慮而放棄成為太空人的夢想使心情複雜。當怪獸攻擊橫濱時，她曾藉由廣播鼓舞人心，加以喚醒大悟保護眾人的決心。 結局與實現夢想的大梧結婚且育有一女，最後與眾人搭乘日本丸太空艦，展開探索M78星雲的宇宙之旅。 |
| 弓村涼 （ ）     | 齊藤理沙        |                 | 飛鳥的女友，在這個世界中並不具防衛隊員的身分，而是在日產體育場擔任工作的同事。 擁有著勇敢端莊，才華橫溢的性格，經常會激勵隊友們動力，總是在背後默默支持著飛鳥的夢想，有時也會向飛鳥流露出溫柔的一面。 結局與眾人搭乘日本丸太空艦，一起展開探索M78星雲的宇宙之旅。 |
| 佐佐木敦子 （ ） | 橋本愛 (1978年) | 劉如蘋 （台灣） | 我夢的女友，在這個世界中並不具防衛隊員的身分，而是在橫濱日本丸紀念公園擔任導覽人員，經常與我夢一起研究學問。 是一位性格非常開朗的女子，結局在我夢完成學業後，與我夢一起退出導覽人員。並和眾人搭乘日本丸太空艦，一起展開探索M78星雲的宇宙之旅。 |
| 早田明子 （ ）   | 櫻井浩子        | 林美秀 （台灣） | 早田進的妻子，麗奈的母親，在這個世界中並不具防衛隊員的身分，而是與進一同經營著自行車行。 是一位樸素、典雅的女子，在究極合體怪獸破壞橫濱的時候，另一個世界的記憶在身上甦醒，並鼓勵早田等人變身成超人力霸王拯救世界。在結局中，最後與進駕駛著科學特捜隊的戰機，與眾人展開探索M78星雲的宇宙之旅。                                                                                              |
| 諸星安娜 （ ）   | 菱見百合子      | 劉如蘋 （台灣） | 諸星彈的妻子，在這個世界中並不具防衛隊員的身分，而是與彈一同經營一間夏威夷餐廳。 平時與彈相處融洽，同時也有勇猛果敢的一面，在究極合體怪獸破壞橫濱的時候，另一個世界的記憶在身上甦醒，鼓勵諸星等人變身成超人力霸王拯救世界。在結局中，最後與彈駕駛著超級警備隊的戰機，與眾人展開探索M78星雲的宇宙之旅。                                                                                      |
| 鄉秋子 （ ）     | 榊原留美        | 劉如蘋 （台灣） | 鄉秀樹的妻子，與丈夫一同在機械修理工作坊工作。育有一女鄉惠。 是一位相當善良，相當可靠的女子，在購物中心因試圖救出一名老人而受了重傷，在昏迷之際仍不忘鄉的安危。在結局中，最後與鄉駕駛著怪獸特別攻擊隊的戰機，與眾人展開探索M78星雲的宇宙之旅。 |
| 北斗夕子 （ ）   | 星光子          | 林美秀 （台灣） | 北斗星司的妻子，在這個世界中並不具防衛隊員及月球人的身分，與丈夫一同在麵包店工作，此外有護士執照。育有一女七海。 天生冷靜理智，總是給予北斗默默的理解、支持，被未來叫作｢夕子阿姨｣，與北斗戴著形似變身器的結婚戒指。 在結局中，最後與北斗駕駛著超獸攻擊隊的戰機，與眾人展開探索M78星雲的宇宙之旅。                                                                                           |
| 鄉惠 （ ）       | 松下恵          |                 | 鄉和秋子的女兒，目前是一名機械師，與父母一同在機械修理工作坊工作。目標是與父親一起完成「流星一號」。 如此之外，她還擔任著夏威夷餐廳中的樂隊演唱。 |
| 北斗七海 （ ）   | 紫子            |                 | 星司和夕子的女兒，目前就讀護理學校。 偶爾會與父母一同在麵包店幫忙工作，也曾與母親一起參與救災活動。 |

### 其他登場角色
白衣紅鞋女孩（飯塚百花飾）
出身與來歷不明的少女，出現於大悟的眼前，提醒他勿忘童年之誓的約定，其身上有著奇異的光線壟罩著，但故事尾段仍未特證真實身份，但在劇情中大梧推測她也喜歡超人力霸王相信超人力霸王的孩子們。人物靈感取材自發生在橫濱的「紅皮鞋」故事。
横滨市长（中田宏飾）
现实中电影拍摄时的横滨市市长，與眾人參與救災活動。

#### 客串
萬城目淳（万城目淳）（佐原健二飾）
一位熟悉超自然現象的科幻作家。在橫濱FM放送電視台上與真由美分析和解釋在橫濱發生的神秘現象。
在購物中心的老人（ショッピングモールの老人）（西條康彦飾）
鄉秋子在購物中心遇到怪獸災難時救助的老人。
雜貨店老闆（二瓶正也飾）
大悟和朋友們小時候去過一家雜貨店的老闆。
澤井（サワイ）（川地民夫飾）
聯合國秘書長，在結局時來到了橫濱港，並出席了日本丸太空艦的開幕典禮。
宗方（ムナカタ）（大瀧明利飾）
橫濱市公所旅遊局經理，大梧的老闆。經常責罵因睡過頭而遲到的大梧。
在最終戰役時協助救災，同時還擔任橫濱市長的訊息發送者。
新城（シンジョウ）（影丸茂樹飾）
橫濱FM放送電視台的工作人員，同時也是麗奈的上司。
新城真由美（シンジョウ・マユミ）（石橋桂飾）
橫濱FM放送電視台的記者，新城的妹妹，當梅比斯和怪獸出現時，他則和萬城目淳一起負責解說。
響（ヒビキ）（木之元亮飾）
橫濱DeNA海灣之星的教練，邀請飛鳥加入團隊並取得了勝利。
橫濱市民（小野寺丈、加瀬尊朗亀山忍飾）
為迪卡、帝納和蓋亞在最終決戰應援的市民。
藤宮博也（高野八誠飾）
我夢的摯友，在反重力系統研究中心任職的科學家。曾研究反重力理論的可能性，與離開學術界的我夢不同，他成為學術界的權威，還擔任大學教授，但他並沒有忘記與我夢的友誼，也沒有竊取我夢協助研究的成果。最後與我夢一起研發出反重力系統並使其實用化，本人也有獲得諾貝爾獎的殊榮。
在結局時與妻子和女兒出席了日本丸太空艦的開幕典禮。
藤宮玲子（石田裕加里飾）
我夢的摯友，同時也是藤宮博也的妻子。兩人在本作育有一女。在結局時出席了日本丸太空艦的開幕典禮。
城戸（風見慎吾飾））
在被毀的橫濱努力營救傷者的醫師，受到了夕子和七海的協助。

大梧的母親（長澤奈央飾））
大梧的母親，過去曾與家人們，陪伴大悟一同收看《超人力霸王》第1話。

## 登場的怪兽·宇宙人
- 希波利特星人

登場於超人力霸王衛司的超獸，能將人化成銅像的外星人，曾令衛司等超人力霸王兄弟苦戰，且化做銅像，直到超人力霸王之父趕來解救才擊敗。影片中的必波利特星人是加強版的次代，不一會就將梅比斯給擊倒變成銅像。
於超人七號最後階段登場，是一隻雙頭鳥怪獸，雙頭均能噴出火焰。
- 哥爾德拉斯王

超人力霸王迪卡第三十六集登场的哥爾德拉斯的加强版
- 希爾巴貢王

登場於超人力霸王迪卡第二十六集和超人力霸王帝納第十六集的希爾巴貢的加強版。
- 究极合体怪兽Giga Chimera（吉加奇美拉）日語：

將超級希波利特星人與哥爾德拉斯王、西爾巴貢王、格斯拉王、龐頓王融合的漂浮怪獸，強大無比，以口中焰氣熔斷了鋼橋，旁邊的觸手能發射能量球攻擊。在四位平成超人獲得了昭和超人給予的能量之後發射合體光線「超人至高光線」徹底擊殺。
- 影法师

初登場時是以連身斗篷遮住身體及面容，全身散發著紫黑色的邪惡之氣，想要製造一場災難，但被四位昭和超人人間體給化解。其後將被擊倒的必波利特與哥爾德拉斯、西爾巴剛融合成為巨大怪獸，令三位平成超人陷入苦戰。最後在三位平成超人、梅比斯與昭和超人共同釋放「閃耀至高光線」徹底消滅。

## 主要演員名單

#### 登場演員
超人力霸王的人間體
- 圓大梧 - 長野博
- 早田進 - 黒部進
- 諸星彈 - 森次晃嗣
- 鄉秀樹 - 団時朗
- 北斗星司 -高峰圭二
- 飛鳥真 - 鹤野刚士
- 高山我夢 - 吉岡毅志
- 日比野未來 - 五十嵐隼士

女主角
- 早田麗奈 - 吉本多香美
- 早田明子 - 櫻井浩子
- 諸星安娜 - 菱美百合子
- 弓村涼 - 齊藤理沙
- 鄉秋子 - 榊原留美
- 北斗夕子 - 星光子（日语：星光子）
- 佐佐木敦子 - 橋本愛 (1978年)（日语：橋本愛 (1978年生)）

其他重要角色（客串）
- 鄉惠 - 松下恵（日语：松下恵）
- 北斗七海 - 紫子（日语：紫子_(女優)）
- 宗方 -大瀧明利
- 新城 -影丸茂樹
- 新城真由美 -石橋桂
- 藤宮博也 - 高野八誠
- 藤宮玲子 - 石田裕加里
- 藤宮妃菜花 - 高野妃菜花
- 圓光 - 橋本来留美（日语：橋本来留美）
- 在購物中心的老人 -西城靖彥（日语：西城靖彥）
- 市民A - 小野寺丈
- 市民B -加瀬尊朗（日语：加瀬尊朗）
- 市民C -亀山忍（日语：亀山忍）

過去
- 雜貨店老闆 -二瓶正也
- 圓大梧（少年時期） - 小川光樹（日语：小川光樹）
- 飛鳥真（少年時期） - 平澤慧洸
- 高山我夢（少年時期） - 荒木博斗（日语：荒木博斗）
- 大梧的母親 - 長澤奈央
- 大梧的父親 - 安藤一人（日语：安藤一人）
- 大梧的祖父 - 山浦栄（日语：山浦栄）
- 大梧的祖母 - 安田洋子

其他登場角色
- 白衣紅鞋女孩 -飯塚百花
- 影法师 - 嵯峨周平（日语：嵯峨周平）
- 観光課職員A - 市村直樹（日语：市村直樹）
- 観光課職員B - 上原百合花
- 観光課通訳 - 永田優子
- 新聞主播- 莇陽子（日语：莇陽子）
- 看護員 - 小野奈津子
- 日本丸的記者- 大園康志（日语：大園康志）
- 屋上的記者- マッスル力也
- 開球式的偶像- 伴杏里（日语：伴杏里）
- 貨車司機- 原武昭彦（日语：原武昭彦）
- 橫濱北高校野球部監督 - 稲川誠（日语：稲川誠）
- 橫濱DeNA海灣之星球團社長 - 佐佐木邦昭（日语：佐々木邦昭）
- 夏威夷餐廳的後援樂隊 - 岩佐三郎、ヒロ笹川、伊藤秀武、藤原武
- 外国視察團A - Delpiano Alain、Delpiano Mylene、Savart Laurent、Graham Cameron、Snell Todd、Faucard Benjamin、Bond Jeffery、Irmoy Ben
- 外国視察團B - Martin Stephane、Dunkel Samja、Dale-Batters Gillian、Wikinson Ermie
- 日本丸出航開幕式出席者 - 鈴木清
- 避難所的傷者 - 長谷川圭一

#### 友情出演
- 萬城目淳 -佐原健二
- 響豪 -木之元亮

#### 特別出演
- 城戸 - 風見慎吾（日语：風見しんご）
- 澤井 -川地民夫
- 横滨市长 -中田宏

#### 聲演
- 避難誘導廣播  -重松和世（日语：重松和世）
- 羽次郎 - -河島順子（日语：河島順子）
- 希波利特星人 -大友龍三郎
- 廣播員 -石坂浩二
- 預告旁白 - 真地勇志

## 音樂
主題曲：《LIGHT IN YOUR HEART》
作詞：KOMU
作曲：加藤裕介
編曲：Yoshimasa Kawabata、鈴木弘明（コーラスアレンジ）
歌：V6
插曲：
《渚の約束》
作詞：森由里子
作曲：サム・イワサ
編曲：池毅
歌：Dandy 4&メグ
《ウルトラマンの歌》
作曲：宮内國郎
編曲：星出尚志
演奏：橫濱市消防音楽隊

## 製作團隊
製作 - 「大決戰!超人8兄弟」製作委員會（圓谷製作、萬代、萬代影視、萬普、中部日本放送、電通、小學館、IMAGICA、電通テック、橫濱FM放送、松竹）
- 監督・特攝監督 - 八木毅
- 編劇 - 長谷川圭一
- 監修 - 圓谷一夫
- 製作 - 森島恒行、竹中一博、川城和実、吉川昌之、林尚樹、髙田佳夫、横田清、高野力、佐藤宗平、藤木幸夫、松本輝起
- 製作人 - 鈴木清
- 攝影 - 高橋創
- 照明 - 武山弘道
- 美術監督 - 大澤哲三
- 美術設計 - 稲付正人
- 録音 - 石貝洋
- 操演 - 根岸泉、上田健一
- 助監督 - 安原正恭
- 殺陣 - 岡野弘之
- 編集 - 松木朗
- 監督補 - 日暮大幹
- 音楽 - 佐橋俊彦
- 音楽特別參加 - 冬木透
- 製作協力製作人 - 渋谷浩康、小山信行
- 装飾 - 山下順弘
- 背景 - 島倉二千六
- 角色制作 - 開米プロダクション
- 造型製作人 - 開米敏雄
- VFX協調 - 斉藤隆明
- 特效動畫監製 - 藤下忠男
- VFX協調員 - 日暮大幹
- CGI監督/製作人 - 渡部健司
- 角色設計 - 酉澤安施
- 標題標誌/海報設計 - 佐久間武彦
- 草裙舞教學 - 良田早
- 夏威夷語教學 - 岩佐三郎
- 宣伝協力 - 講談社
- 劇中影像使用 -
- 『超人力霸王』：第1話・第3話・第4話・第6話・第21話・第24話・第39話
- 『超人七號』：第3話・第4話・第5話・第8話・第38話・第48話・第49話
- 『歸來的超人超人力霸王』：第1話・第4話・第28話・第37話・第40話
- 『超人力霸王衛司』：第1話・第14話・第28話
- 『超人力霸王迪卡』：第29話・第44話
- 『超人力霸王帝納』：第1話・第49話・第50話・第51話
- 『超人力霸王蓋亞』：第1話・第3話・第49話・第50話・第51話
- 電影『超人力霸王梅比斯與超人兄弟』
- 製作協力 - 橫濱市、橫濱開港150週年紀念協會

## 外部連結
- 官方网站
- 大決戦!超ウルトラ8兄弟 （页面存档备份，存于） - 日本映画データベース
- 大決戦!超ウルトラ8兄弟 - allcinema
- 互联网电影数据库（IMDb）上《大決戰！超鹹蛋超人8兄弟》的资料（英文）